# Печёнки
Печёнки — деревня в Смоленской области России, в Велижском районе. Расположена в северо-западной части области в 11 км к юго-востоку от Велижа и в 2 км к востоку от автодороги Р133 Смоленск — Невель.
Население — 173 жителя (2007 год). Административный центр Печёнковского сельского поселения.

## Достопримечательности
- Скульптура на братской могиле 463 воинов Советской Армии, погибших в 1941—1943 годах[3].